# 서울컨벤션고등학교
서울컨벤션고등학교(서울컨벤션高等學校)는 대한민국 서울특별시 강동구 고덕동에 있는 사립 고등학교이다.

## 학교 연혁
- 1950년 5월 16일 : 재단법인 광숭학원 창립, 광숭중학교 설립인가, 전 6학급
- 1961년 12월 15일 : 광숭상업고등학교 설립인가, 전 6학급
- 1962년 10월 15일 : 초대 교장 최정택 선생 취임
- 1966년 7월 15일 : 학교법인 광숭학원으로 조직 변경
- 1967년 6월 28일 : 동서울 중·상업고등학교로 교명 변경
- 1969년 3월 1일 : 동신중학교, 동서울상업고등학교 분리 운영
- 1998년 8월 8일 : 학칙변경으로 전체 36학급을 여자학급으로 편성 인가
- 2002년 8월 9일 : 학교 법인 현강학원으로 조직 변경
- 2003년 3월 1일 : 현강여자정보고등학교로 교명 변경
- 2003년 12월 18일 : 제6대 이사장 권영수 선생 취임
- 2009년 2월 16일 : 고덕동 신축 교사 이전
- 2009년 5월 13일 : 제59주년 개교기념일 및 준공식 거행
- 2012년 3월 1일 : 현강정보고등학교(남·녀 공학) 교명 변경
- 2014년 3월 1일 : 서울컨벤션고등학교 교명변경 및 학과개편(컨벤션경영과, 컨벤션이벤트과, 컨벤션비즈니스과)
- 2018년 3월 1일 : 학과 개편(컨벤션경영과, 컨벤션이벤트과, 컨벤션비즈니스과, 컨벤션외식조리과)
- 2022년 3월 1일 : 제14대 교장 천승일 선생 취임
- 2023년 2월 9일 : 제59회 서울컨벤션고등학교 졸업식

## 설치 학과
- 관광레저과
- 미디어사운드과
- 컨벤션외식조리과
- 베이커리카페과

## 참고 자료
- 서울컨벤션고등학교 - 한국교육학술정보원 학교알리미